# Йонас, Франц
Франц Йозеф Йонас (нем. Franz Josef Jonas; 4 октября 1899, Вена — 24 апреля 1974, Вена) — австрийский политик, президент Австрии (1965—1974).

## Биография
Член Социал-демократической партии Австрии. После Второй мировой войны был вовлечён в венскую политическую жизнь, был обер-бургомистром Вены в 1951—1965 годах. В 1965 году был избран федеральным президентом Австрии. Переизбран в 1971 году.
Он был ярым сторонником эсперанто, и с 1923 года — учитель этого языка.
В 1966 году был награждён орденом Святого Олафа и медалью Пьера де Кубертена в 1969 году.
Скончался 24 апреля 1974 года от рака, находясь на посту президента Австрии.